# 凤村镇
凤村镇，是中华人民共和国广东省肇庆市德庆县下辖的一个乡镇级行政单位。

## 行政区划
凤村镇下辖以下地区：
凤村社区、新生村、龙须村、新红村、匝村、农联村、大村、新星村、吉利村、桂村、禄村、愉快村、棠下村、乾相村、岗坪村、保坪村、凤村、格塘村和古杏村。